# 성경 영감설

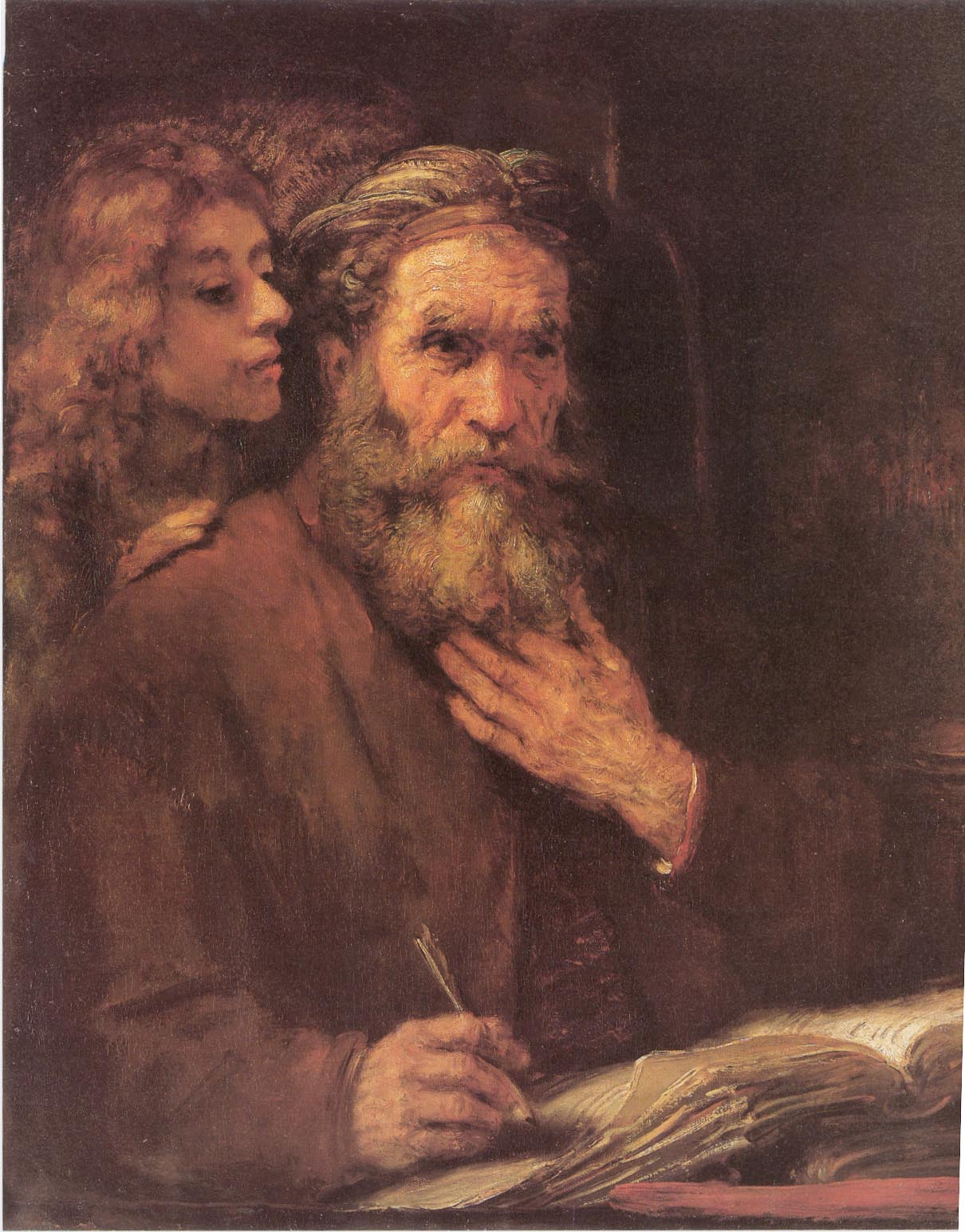
렘브란트 작품 천사에 의해 영감을 받은 전도자 마태

성경 영감설(biblical inspiration)이란 기독교 신학중 개신교 신학의 정통주의에서 중요한 교리이다. 종교개혁자들의 주장을 체계화한 개신교 정통주의 신학자들은 신학의 근거와 기준으로 성경을 설명하며 성경이 하나님의 영감으로 작성되었다고 보았다. 즉 성경의 저자들이 성령 하나님의 영향으로 그들의 기록들이 하나님의 말씀이 되도록 준비되었다고 주장했다.

## 기원
'영감'이라는 기독교의 용어는 헬라어 '테오프네우스토스'(θεοπνευστος, 의미는 "하나님이 호흡을 불어 넣어")이며, 라틴어 역본인 불가타와 더불어 '영감'의 의미가 디모데 후서 3장(2 Timothy 3:16–3:17)의 번역에서 나타난다.
- 헬라어 원문

πᾶσα γραφὴ θεόπνευστος καὶ ὠφέλιμος πρὸς διδασκαλίαν, πρὸς ἐλεγμόν, πρὸς ἐπανόρθωσιν, πρὸς παιδείαν τὴν ἐν δικαιοσύνῃ, ἵνα ἄρτιος ᾖ ὁ τοῦ θεοῦ ἄνθρωπος, πρὸς πᾶν ἔργον ἀγαθὸν ἐξηρτισμένος.
- 한국어 역본

모든 성경은 하나님의 영감으로 된 것으로서 교훈과 책망과 바르게 함과 의로 교육하기에 유익하다.
- 라틴어 불가타 역본

Omnis Scriptura divinitus inspirata utilis est ad docendum, ad arguendum, ad corripiendum, et erudiendum in justitia : ut perfectus sit homo Dei, ad omne opus bonum instructus.
- 영어 역본

All scripture is given by inspiration of God, and is profitable for doctrine, for reproof, for correction, for instruction in righteousness: That the man of God may be perfect, thoroughly furnished unto all good works.
비록 루터와 종교개혁자들은 하나님이 직접 성경을 기록했다고 믿지 않았으나, 신실한 기독교인이라면 성경에서 하나님의 지혜와 권능과 말씀을 충분히 볼 수 있다고 전했다.
오직 성경의 교리는 종교개혁의 중요 가르침 중 하나였고, 성경이 인류문명을 위한 윤리, 영성을 알려주는 절대적인 것으로 가르쳤다.

## 같이 보기
- 장 칼뱅의 성경관
- 일반계시
- 계시의 점진성

## 참고 문헌
- Warfield, B. B. (1977 reprint). Inspiration and Authority of Bible, with a lengthy introductory essay by Cornelius Van Til. ISBN 0-8010-9586-7.
- Sproul, R. C.. Hath God Said? (video series).[깨진 링크]
- Geisler, Norman, ed. (1980). Inerrancy. ISBN 0-310-39281-0.
- C. H. Dodd (1960). The Authority of The Bible.

## 추가 자료
- Chafer, Lewis Sperry (1993) [1947]. 〈Inspiration〉. 《Systematic Theology》. Grand Rapids: Kregel. 61–88쪽. ISBN 978-0-8254-2340-6.